# COOPERS

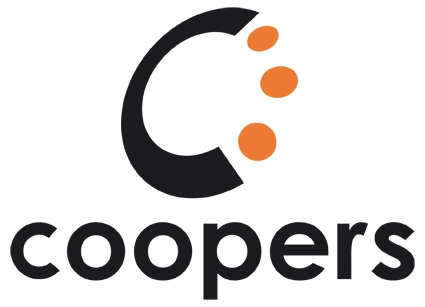
Logo

COOPERS (engl.: Cooperative Systems for Intelligent Road Safety; dt.: Kooperative Systeme für intelligente Straßenverkehrssicherheit) ist ein von der EU finanziertes Verkehrsprojekt. Ziel dieses Projektes ist es, Fahrzeuge und die Infrastruktur mittels einer Kommunikationstechnologie zu vernetzen. Diese Technologie soll eine höhere Sicherheit im Straßenverkehr ermöglichen, da Daten über die aktuelle Verkehrssituation zeitnah ausgetauscht werden können. Durch spezielle Dienste soll durch diese Technologie eine Verbesserung der Servicequalität bewirkt werden z. B. durch Stauwarnungen, Empfehlungen zur angepassten Geschwindigkeit und Reiseprognosen in Bezug auf die aktuelle Verkehrslage.

## Aufbau und Funktionsweise
Die bei COOPERS verwendete Technik lässt sich folgendermaßen aufteilen:
Zum einen wird Technik im Wagen, zum anderen wird Technik außerhalb des Wagens, d. h. in der Infrastruktur, verwendet.
Im Fahrzeug werden zur Datenermittlung verschiedene Sensoren verwendet, die sich gegenseitig unterstützen sollen. Laser und Infrarotgeräte sollen Abstände zwischen den Fahrzeugen messen, dies lässt dann Rückschlüsse auf die Verkehrsdichte zu. Die Daten des eigenen Wagens, wie Geschwindigkeit oder die Spur, die gerade genutzt wird, werden mittels klassischer Tachowelle und Kommunikation mit dem Gallileosystem, ähnlich den bereits genutzten Navigationssystemen die über GPS, die Position ermittelten. Diese Daten werden dann an, an der Strecke befindliche Datenverteilungsstellen weitergegeben. Die Übertragung geschieht mittels Funk.
Technik in der Infrastruktur
Hier ist die Aufteilung der einzelnen Komponenten gegliedert wie bei einer Pyramide:
Die Hauptzentralen an der Spitze, dann Verteilungsposten, und darunter einzelne Sendeposten. Diese Posten, die in kurzen Abständen an den Strecken verteilt sind, nehmen sowohl die Daten der in ihrer Reichweite liegenden Fahrzeuge auf und geben diese weiter, als sie auch die Daten, die sie von den Verteilern (TCC= Traffic Controll Center) erhalten, an die Fahrzeuge weitergeben. Die Daten werden von den Verteilern an Hauptzentralen (TISP= Traffic Information Service Provider) weitergegeben, die diese dann teils manuell, teils durch Software, entsprechend verarbeiten und so aufbereiten, dass sie Hilfe für einen sicheren und flüssigen Verkehr sein können. Die TISPs versenden ihre Daten zurück an die TCCs.
Die Daten, die ein Fahrzeug sammelt, verwendet es auch für sich selbst. So sollen moderne Infrarotsensoren erkennen können, ob in der Nähe befindliche Dinge leben und sich bewegen oder nicht. So könnten Fußgänger gerade nachts besser geschützt werden. Zudem kommunizieren die Fahrzeuge untereinander: Bremst der Vordermann ab, werden die entsprechenden Daten nicht nur an die infrastrukturellen Komponenten von COOPERS weitergegeben. Das im Auto befindliche System schlägt darüber hinaus selbstständig vor, dass man bremsen sollte, bzw. bremst im Notfall ggf. selbst. Ähnlich funktioniert es mit der Kommunikation der Infrastruktur mit den Fahrzeugen. Coopers informiert zum Beispiel den Fahrer darüber, wie schnell er fahren sollte, um eine „grüne Welle“ bei den nächsten Ampeln zu erreichen.

## Forschung und Aktuelles

### Forschung des Ford Forschungszentrum Aachen
Das Ford Forschungszentrum Aachen (FFA) hat ein neues Navigationssystem präsentiert, das „nicht nur die aktuelle Verkehrslage, sondern auch Informationen zur Verkehrsprognose sowie öffentliche Verkehrsmanagement-Strategien […] berücksichtigt.“ (s. Presseportal) In Zukunft gibt es dafür zwei Verfahren: Ein Wegepunktverfahren, das Mobilfunk gestützt ist und ein Teilnetzverfahren, welche erstmals zum Einsatz kommen. Die Navigation auf Basis dieser Verfahren wird in München und Magdeburg getestet. Folgend werden die Unterschiede der beiden Verfahren aufgezeigt:
„Beim Teilnetzverfahren werden die Informationen per Digital Audio Broadcast (DAB) übertragen“ (s. Presseportal). Für diese Übertragung müssen die Empfangsgeräte so eingestellt werden, dass sie die kodierten Extended Traffic Messages (XTM: Erweiterte Verkehrsinformationen) empfangen können. Spezielle Empfangsgeräte benötigt man auch beim Wegepunktverfahren. Der Unterschied liegt darin, dass bei diesem Verfahren eine mobilfunkgestützte Verbindung aufgebaut werden muss. Dies passiert durch ein Modem vom Fahrzeug-Navigationssystem zum Informationsanbieter. Ein Vorteil vom Teilnetzverfahren ist, dass die Verbindungskosten für die Telefonverbindung entfallen und die Daten kontinuierlich und nicht nur auf Anfrage übermittelt werden.
Navigationssysteme, die derzeit auf dem Markt sind, bekommen ihre Informationen über Rundfunk (Traffic Message Channel, TMC). Hierbei liegt der Nachteil darin, dass das Verkehrsaufkommen für entsprechende Ausweichrouten bei Staus nicht bekannt ist. „Mit den neuen Verfahren sind die Informationen überregional, vielfältiger und auf die individuelle Route maßgeschneidert.“ (s. Presseportal) Überdies wird die Information über grüne Wellen oder unübersichtlichen Bahnübergängen weitervermittelt und diese auch nicht nur auf Autobahnen und Bundesstraßen begrenzt bleiben.
Rudi Kunze, Forschungsleiter bei Ford Europa, sagt dazu folgendes: „Die personalisierte Routenempfehlung soll künftig sicherstellen, dass sich der Autoverkehr gleichmäßig auf das rund um den Stau vorhandene Straßennetz verteilt und dadurch Staus weitgehend minimiert werden. Dies ist aus unserer Sicht in Zukunft ein wichtiger Baustein für eine reibungslose, umweltbewusste und auch sicherere Mobilität.“ (s. Presseportal) Eine Leitstelle soll die „im gesamten Bundesgebiet erfasste Verkehrslage zentral […] [auswerten] und mit statistischen Verkehrsdaten […] [kombinieren].“ (s. Presseportal) Staus werden dadurch schon früher prognostiziert und der Fahrer über das Verkehrsaufkommen seiner gesamten Route informiert (vgl. Presseportal).

### Forschung der BMW Group Forschung und Technik
Die BMW Group Forschung und Technik und das Bayerische Rote Kreuz haben bereits am 7. Mai 2007 prototypenhaft ein „eCall“-Rettungskonzept mit durchgängiger Datenübermittlung in Straubing demonstriert.
Funktionsweise
Das verunglückte Fahrzeug sendet dabei automatisch oder per Knopfdruck eines Insassen seinen genauen Standort an die Rettungsleitstelle, die nach Rückfrage entweder Notarzt, Sanitätswagen oder Hubschrauber informiert. Bei dem gemeinsam mit dem BRK entwickelten „eCall“-Prototypen erhalten die Rettungskräfte dann per Funkübertragung die jeweilige Zielführung zum Unfallort in das Navigationssystem übermittelt. Mit der exakten und durchgängigen Übermittlung der genauen GPS-Daten können Schwerverletzte schnell geortet und gefunden werden und die Rettungskräfte können so automatisch zum Unfallort geleitet werden.
Der praktischen Umsetzung dieses Szenarios geht das von der EU geförderte Forschungsprojekt Global System Telematics (GST) voraus. Hierin arbeiteten 49 Partner über 36 Monate hinweg an der Spezifizierung einer offenen Telematik-Architektur. Das Ziel bei dem Anfang 2007 abgeschlossenen Projekt lautete, Fahrzeuge besser miteinander zu vernetzen. Ein Unterprojekt dabei war unter anderem der automatische Notruf (eCall).
Allerdings müssten für dieses Projekt noch viele Notrufzentralen ausgebaut werden. Ein europaweiter Start ist jedoch erst für 2009 geplant.

## Vor- und Nachteile von COOPERS

### Vorteile
Vorteile für den Fahrer
Die Erhöhung der Sicherheit ist gleichzeitig das Hauptziel und der größte Vorteil von COOPERS. Besonders bei hohem Verkehrsaufkommen, z. B. in Innenstädten, wird das Unfallrisiko gemindert, da das Fahrzeug mit anderen Fahrzeugen (V2V – Vehicle to Vehicle) oder mit in der Infrastruktur integrierten Stationen (I2V – Infrastructure to Vehicle) kommuniziert und auf mögliche Gefahren hingewiesen wird.
Durch die Zusammenführung vieler Daten, die sowohl von der Infrastruktur wie auch von den Verkehrsteilnehmern automatisch bereitgestellt werden, wird dem Nutzer und dem Betreiber eine große Fülle an Informationen zur Verfügung gestellt. Daraus ergibt sich die Möglichkeit die Verkehrssteuerung zu optimieren: Die Verkehrsteilnehmer werden mit Informationen über die Verkehrslage und die Infrastruktur versorgt, sie werden z. B. vor einer Staugefahr oder gefährlichen Wetterverhältnissen gewarnt und erhalten sogar Vorschläge vom System, wie sie einen Stau am schnellsten umfahren können. Des Weiteren kann der Fahrer beispielsweise informiert werden, ob und welche Fahrbahnen gesperrt sind oder ob eine Geschwindigkeitsbeschränkung über die Strecke verhängt wurde.
Durch die Navigation, die bei COOPERS eine tragende Rolle spielt, ist es für den Fahrer außerdem möglich, seine Zeit besser zu planen und Irr- und Suchfahrten zu reduzieren.
Vorteile für die Wirtschaft
Als weiterer Vorteil kann der wirtschaftliche Aspekt von COOPERS gewertet werden. Falls COOPERS an Akzeptanz gewinnt und in Zukunft eingesetzt wird, können Automobilhersteller diese neue Technologie auf dem Markt einführen und ihre Stellung am Markt sichern.

### Nachteile
Als großer Nachteil kann COOPERS angelastet werden, dass die Verkehrsteilnehmer durch die Bedienung der Geräte abgelenkt werden und dadurch die Verkehrssicherheit negativ beeinträchtigt wird. Dies steht wiederum im Zielkonflikt mit dem vorrangigen Ziel des Projektes, das Unfallrisiko zu senken. Außerdem können beispielsweise bestimmte Straßen, die nicht auf ein hohes Verkehrsaufkommen ausgelegt worden sind, überlastet werden, da Navigationssysteme häufig die gleichen Routen vorschlagen.
Des Weiteren muss für den optimalen Einsatz von COOPERS eine ständige Verfügbarkeit, Verlässlichkeit und Fehlerfreiheit des Systems gewährleistet werden.